# معبد الناضورة
معبد الناضورة هو معبد أثري يقع بواحة الخارجة بمحافظة الوادي الجديد، كان يمثل قديمًا مكان التقاء جميع القوافل التجارية التي تأتي عن طريق درب الأربعين بواحة باريس، بدايةً من دارفور في السودان حتى أسيوط كما تم استخدامه كقلعة ومكان لتحصيل الضرائب وتموين والإمداد بالمؤن للقوافل التجارية، والتي كانت تمر بجوار المعبد.

## التسمية

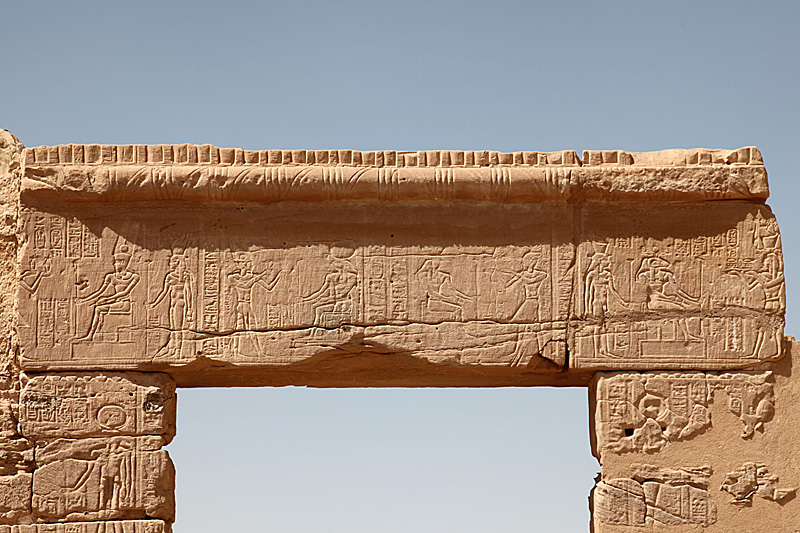
نقوش على المعبد

لا يعرف حتى الآن ماذا كان يسمى قديمًا، ولكن أهالي الواحات أطلقوا عليه مسمى الناضورة والمشتقة من كلمة النضر وهي مكان لمرأى ومتابعة المكان حوله وذلك كونه يقع على ربوة مرتفعة.

## الوضع الحالي
شيد المعبد في العصر الروماني لتكون نقطة ارتكاز ومراقبة وكذلك لحماية الواحات قديمًا من الغزوات ومن هجمات اللصوص الذين كانوا يغيرون من وقت لآخر على أهالي الواحات.
في الوقت الحاضر أصبح المعبد تل من الطوب والرمال وتهدمت جدرانه بسبب عدم الاهتمام به، وقلة الوفود السياحية على المكان الذي أصبح يعاني الإهمال. وتحول محيط المعبد لتلال من القمامة.